# Tokerau
Tokerau är en ö i Cooköarna (Nya Zeeland). Den ligger i den norra delen av landet och ingår i atollen Penrhyn.